# Giorgio Bellettini
Giorgio Bellettini (* 5. Mai 1934 in Bologna) ist ein italienischer experimenteller Elementarteilchen-Physiker. Er war an der Entdeckung des Top-Quarks beteiligt.
Bellettini erhielt 1957 sein Diplom (Laurea) cum laude in Physik an der Universität Pisa. Er ist seit 1979 Professor in Pisa und gleichzeitig seit 1980 am Fermilab (Collider Detector Gruppe, CDF). 1980 bis 2000 war er Sprecher der italienischen Gruppen am CDF.
1974 bis 1976 war er Direktor des LNF Labors am Frascati-Beschleuniger der italienischen Gesellschaft für Kernphysik (INFN). Er war 1980 bis 1985 Vorsitzender (Chairman) im ISR (Intersecting Storage Ring) Komitee des CERN und war 1992 bis 1998 im wissenschaftlichen Rat (Scientific Council) des CERN. 1997 bis 2001 war er auch im wissenschaftlichen Beirat des Fermilab.
Ende der 1950er Jahre untersuchte er Wechselwirkungen von Antiprotonen. 1960 bis 1963 war er Sprecher der Gruppe, die die Photoproduktion von Mesonen am frühen Elektronensynchrotron in Frascati erforschte. 1968 bis 1974 war er Sprecher der Pisa-Stony-Brook-Kollaboration am ISR des CERN. Dort gelang ihrer Gruppe 1972 der Nachweis des Anstiegs der totalen Proton-Proton Wirkungsquerschnitts bei hohen Energien. Weiter untersuchte er dort in den 1970er Jahren Myonen-Paarproduktion in Proton-Proton-Kollisionen.
Bellettini war der Entwickler des Magnetischen Spektrometers ALA am 2 GeV Elektron-Positron-Speicherring ALA in Frascati.
1994/95 war er an der Entdeckung des Top-Quarks in der CDF Kollaboration des Fermilab-Tevatrons beteiligt. Das Top-Quark wurde aufgrund der immensen Energie, die zur Erzeugung benötigt wird, erst 18 Jahre nach dem Bottom-Quark experimentell belegt, obwohl es schon im Jahr 1977 mit der Entdeckung des Bottom-Quarks theoretisch postuliert wurde.
Bellettini erhielt 2006 die Matteucci-Medaille und 1999 den ersten Preis des Kernforschungszentrums Dubna. 1999 wurde er Fellow der American Physical Society. 2000 wurde er Commendadore der italienischen Republik und 1998 erhielt er den Physikpreis des italienischen Wissenschaftsministeriums.